# Hell Town
Pour les articles homonymes, voir Helltown et Cut Bank.
Pour plus de détails, voir Fiche technique et Distribution.
Hell Town (Cut Bank) est un film américain réalisé par Matt Shakman et sorti en 2015.
Il est projeté au festival international du film de Toronto 2014 dans la catégorie Contemporary World Cinema.

## Synopsis
Jeune mécanicien, Dwayne McLean veut absolument quitter la petite et paisible ville de Cut Bank dans le Montana. Dès lors, une série d'événements va changer son futur et celui des habitants.

## Fiche technique
Sauf indication contraire, les informations mentionnées dans cette section peuvent être confirmées par la base de données cinématographiques IMDb,  présente dans la section « Liens externes ».
- Titre français : Hell Town
- Titre québécois : Meurtre à Cut Bank
- Titre original : Cut Bank
- Réalisation : Matt Shakman
- Scénario : Roberto Patino
- Musique : James Newton Howard
- Décors : Jim Murray
- Directeur artistique : Myron Hyrak et Charles Varga
- Costumes : Narda McCarroll
- Photographie : Ben Richardson
- Montage : Craig Wood
- Production : Mickey Barold, Dan Cohen, Mark C. Manuel, Ted O'Neal, Laura Rister et Edward Zick
- Société de production : Kilburn Media
- Sociétés de distribution : A24 Films (États-Unis), Remain In Light (Belgique)
- Pays de production :  États-Unis
- Langue originale : anglais, quelques dialogues en sindarin
- Format : couleurs — 2,35:1 — son Dolby Digital — 35 mm
- Genre : Thriller
- Durée : 93 minutes
- Budget : N/A
- Dates de sortie[1] :
  - États-Unis : 16 juin 2014 (première mondiale au festival du film de Los Angeles)
  - États-Unis : 3 avril 2015 (vidéo à la demande)
  - France : 18 janvier 2016 (directement en vidéo)

## Distribution
- Liam Hemsworth : Dwayne McLaren
- Teresa Palmer : Cassandra Steeley
- Billy Bob Thornton : Stan Steeley
- Bruce Dern : Georgie Wits
- Michael Stuhlbarg : Derby Milton
- Oliver Platt : Joe Barrett
- John Malkovich : le shérif Vogel
- Sonya Salomaa : Gretchen
- Christian Distefano : Wyatt
- Peyton Kennedy : Rosie
- Graem Beddoes : Chance Stable

## Sortie et accueil
Le film est présenté au festival du film de Los Angeles en juin 2014. Peu après cela, les sociétés A24 Films et Direct TV annoncent avoir acquis les droits de distribution du film.
Le film est moyennement accueilli par la critique. Le site Rotten Tomatoes ne totalise que 32 % de votes positifs tandis que sur le site français Allociné, il reçoit une note de 3,1/5[réf. nécessaire].